# 西宝高速公路
西安－宝鸡高速公路，简称西宝高速，是中国国家高速公路网中连霍高速公路（G30）在陕西省境内的重要组成路段，也是陕西省最早建成的高速公路之一。原线路东起西安市未央区后卫寨立交，沿渭河北岸、陇海铁路南侧布设，途经咸阳、兴平、武功、杨陵、扶风、眉县、岐山等地，最终西抵宝鸡市南坡村。全长145.7公里，于1995年12月31日全线完工并投入运营，1996年1月18日举行通车典礼。
西宝高速公路最初为双向四车道，设计时速100公里，路基宽度为24.5米。为缓解交通压力，该路段于2008年12月16日启动改扩建工程，改建段东起西安绕城高速阿房宫立交，西至宝鸡市南坡村。其中，阿房宫至兴平段为新建整体式双向八车道高速，兴平至陈仓段在原有基础上加宽为八车道，陈仓至千河段为整体式双向六车道，改扩建全线长度约163.356公里，于2012年12月25日全线建成通车。

## 建设历程
1991年，中华人民共和国交通部以《交工字（1991）804号文》批复西安－宝鸡高速公路的初步设计，核定总投资为11.694亿元人民币。该项目被列为中华人民共和国“八五”重点工程，线路沿渭河北岸、陇海铁路南侧布设，起自西安市未央区后卫寨，途经咸阳、兴平、武功、杨陵、扶风、眉县、岐山、宝鸡等地，止于宝鸡市南坡村，全长145.7公里，设计路基宽度为24.5米:253。全线跨越沣河、渭河、漆水河和千河，共建设大中型桥梁11座、互通式立交9处、分离式立交52处、通道384道、涵洞523道，采用双向四车道分离式行车设计。沿线设有2处服务区和11处收费站:13-14。是当时陕西省建设里程最长、标准最高、投资额最大的交通基础设施项目之一，并在建设过程中率先在全国试行建设项目业主负责制:56。项目的建设工程于1992年4月启动，首先开工建设西安至兴平段；同年11月，宝鸡至蔡家坡段也开始动工。这两段工程分别于1993年底和1994年底建成。兴平至蔡家坡段于1995年12月6日竣工，至同年12月31日全线工程完工并投入运营。项目累计实际完成投资14亿元人民币:253。
1996年1月18日，西宝高速公路举行通车典礼，时任中共中央政治局委员、国务院副总理邹家华出席典礼并为通车剪彩。此次典礼是面向公众举行的正式通车仪式，旨在宣告工程圆满完成，并庆祝全线正式投入运营。该高速公路的建成通车使西安至宝鸡的行车时间由原先约4.5小时缩短至约2小时:13–14，显著改善了陕西省西部地区的交通条件，在推动陕西省乃至中国西部地区经济发展方面发挥了积极作用:1。

### 改扩建
进入2000年代末至2010年前后，随着陕西省区域经济的快速发展以及西宝高速沿线城镇规模的持续扩大，该路段交通量迅速增加，部分区段频繁出现拥堵现象。同时，西宝高速自建成以来病害问题反复发生，几乎每年均需进行大规模养护整修，给沿线群众的通行造成一定影响。为缓解交通压力并提升道路通行能力，陕西省交通运输厅于2008年12月16日启动西宝高速公路改扩建工程，将原有的双向四车道拓宽为双向八车道。改扩建路段起自西安绕城高速公路阿房宫立交，途经西安市、咸阳市和杨凌示范区，止于宝鸡市石嘴头，全长163.356公里:1。工程内容包括拆除并重建跨线桥梁19座，改造互通式立交7处，分别新建和拆除原有立交桥4处和1处:46。改扩建后线路较原线路缩短约9公里。按设计时速120公里计算，西安至宝鸡全程通行时间约为70分钟，日均车流量达6万至10万辆:5。改造工程的兴平至虢镇东段于2011年11月22日建成通车，西安至兴平段则于2012年12月25日建成通车。

## 沿线设施列表
| 地区                                                                                         | 里程 | 类型                              | 名称         | 连接                  | 说明                                   |
| -------------------------------------------------------------------------------------------- | ---- | --------------------------------- | ------------ | --------------------- | -------------------------------------- |
| 西安市 未央区                                                                                | 0    | 枢纽                              | 后卫寨枢纽   | 西安绕城高速          | 西兴高速（原西宝高速老线）起点         |
| 西安市 未央区                                                                                | 5    | 出入口                            | 三桥         | 312国道               |                                        |
| 西安市 未央区                                                                                | 18   | 停车场 · 加油设施 · 修车站 · 餐厅 | 咸阳服务区   | 咸阳服务区            |                                        |
| 西安市 未央区                                                                                | 22   | 出入口                            | 咸阳         | 104省道               |                                        |
| 西安市 未央区                                                                                | 25   | 枢纽                              | 西吴枢纽     | 西安外环高速 连霍高速 | 西兴高速与西安外环高速、连霍高速交汇点 |
| 西安市 未央区                                                                                | 0    | 枢纽                              | 阿房宫枢纽   | 西安绕城高速          | 西宝高速（G30）新线起点（2012年通车）  |
| 西安市 未央区                                                                                | 8    | 出入口                            | 沣东新城     | 沣东南路              |                                        |
| 西安市 未央区                                                                                | 15   | 停车场 · 加油设施 · 修车站 · 餐厅 | 咸阳南服务区 | 咸阳南服务区          |                                        |
| 西安市 未央区                                                                                | 20   | 出入口                            | 咸阳南       | 211国道               |                                        |
| 西安市 未央区                                                                                | 25   | 枢纽                              | 咸阳西枢纽   | 福银高速              |                                        |
| 咸阳市 兴平市                                                                                | 35   | 出入口                            | 兴平西       | 344国道               |                                        |
| 咸阳市 兴平市                                                                                | 38   | 枢纽                              | 西吴枢纽     | 西兴高速 西安外环高速 |                                        |
| 咸阳市 武功县                                                                                | 50   | 出入口                            | 武功         | 108国道               |                                        |
| 咸阳市 武功县                                                                                | 55   | 停车场 · 飲料小吃                 | 武功停车区   | 武功停车区            |                                        |
| 咸阳市 武功县                                                                                | 60   | 停车场 · 加油设施 · 修车站 · 餐厅 | 杨凌服务区   | 杨凌服务区            |                                        |
| 宝鸡市 杨凌区                                                                                | 65   | 出入口                            | 杨凌         | 107省道               |                                        |
| 宝鸡市 杨凌区                                                                                | 68   | 枢纽                              | 杨凌西枢纽   | 杨凌至法门寺高速      |                                        |
| 宝鸡市 眉县                                                                                  | 95   | 出入口                            | 眉县         | 342国道               |                                        |
| 宝鸡市 眉县                                                                                  | 98   | 停车场 · 加油设施 · 修车站 · 餐厅 | 眉县服务区   | 眉县服务区            |                                        |
| 宝鸡市 眉县                                                                                  | 105  | 出入口                            | 常兴         | 209省道               |                                        |
| 宝鸡市 岐山县                                                                                | 120  | 出入口                            | 蔡家坡       | 107省道               |                                        |
| 宝鸡市 岐山县                                                                                | 125  | 停车场 · 飲料小吃                 | 岐山停车区   | 岐山停车区            |                                        |
| 宝鸡市 陈仓区                                                                                | 140  | 出入口                            | 虢镇         | 209省道               |                                        |
| 宝鸡市 陈仓区                                                                                | 145  | 枢纽                              | 宝鸡东枢纽   | 宝鸡过境高速          |                                        |
| 宝鸡市 陈仓区                                                                                | 150  | 出入口                            | 宝鸡         | 310国道               |                                        |
| 宝鸡市 陈仓区                                                                                | 155  | 停车场 · 加油设施 · 修车站 · 餐厅 | 宝鸡西服务区 | 宝鸡西服务区          | 主线终点，接宝汉高速                   |
| 1.000 英里 = 1.609 千米；1.000 千米 = 0.621 英里 并行路段 • 已关闭／取消 • 限制进入 • 未开放 |      |                                   |              |                       |                                        |